# Kristi Castlin
Kristi Castlin (Atlanta, 7 juli 1988) is een Amerikaanse atlete, gespecialiseerd in het hordelopen. Ze vertegenwoordigde haar vaderland op de Olympische Spelen van 2016 in Rio de Janeiro.

## Carrière

### Start atletiekloopbaan en studie
Castlin startte pas op haar veertiende met atletiek, nadat zij op school ontdekte dat zij sneller was dan haar klasgenootjes. Nog tijdens haar high school-opleiding verbeterde zij het record op de 100 m horden van de Staat Georgia en stelde het op 13,73 s. Op haar eindexamen eindigde zij bij de beste vijf procent van haar klas, wat haar, gezien haar aanleg voor de atletiek, een studiebeurs opleverde aan het Virginia Polytechnic Institute and State University. Ze startte er met de studie politicologie, waarin zij in 2010 afstudeerde.
Tijdens haar studiejaren op 'Virginia Tech' maakte Castlin deel uit van de 'Virginia Tech Hokies' en finishte zij in de NCAA-competitie verschillende keren bij de eerste drie. Daarnaast veroverde zij in 2007 de gouden medaille op de Pan-Amerikaanse Jeugdkampioenschappen en behaalde zij in 2008 het zilver bij de NACAC-kampioenschappen voor atleten tot 23 jaar (U23).

### Professioneel atlete
Nadat zij in 2010 was afgestudeerd besloot Castlin om professioneel atlete te worden. Ze verwierf een sponsorcontract van Adidas en liep in 2011 tijdens de Amerikaanse kampioenschappen de 100 m horden in 12,83, de beste seizoentijd van het jaar. Ze deed dat in haar serie, maar werd in de halve finale gediskwalificeerd vanwege een valse start. Een jaar later veroverde zij op de Amerikaanse indoorkampioenschappen ten slotte haar eerste nationale titel op de 60 m horden in 7,84, een persoonlijk record. Het bleek uiteindelijk de op-één-na beste wereldjaarprestatie. Hiermee wist zij zich tevens te kwalificeren voor de wereldindoorkampioenschappen in Istanboel, waarmee zij haar internationale debuut maakte bij de senioren. Vanwege haar eerder geleverde prestatie verscheen zij als een van de favorietes voor de titel aan de start. Haar kansen vielen echter in het water, doordat Castlin in haar serie van de 60 m horden niet wist te finishen. De Amerikaanse stopte met lopen voor de eerste horde, omdat zij door de echo van het startpistool in de veronderstelling was, dat er een valse start was geweest.
In 2013 moest Castlin op de Amerikaanse indoorkampioenschappen, waar zij haar titel op de 60 m horden verdedigde, haar meerdere erkennen in Nia Ali, die haar met vierhonderdste seconde versloeg (tijden 7,93 om 7,97). Later, tijdens de Amerikaanse outdoorkampioenschappen, werd zij 'slechts' zesde, ondanks het feit dat zij met 12,61 haar beste jaartijd neerzette, waarmee zij op de wereldjaarranglijst op de tiende plaats eindigde. Hoe snel het er in die race aan toe ging bewijst wel de tijd van winnares Brianna Rollins, die met haar 12,26 het Noord- en Midden-Amerikaanse record verbeterde.

### Olympisch én wereldkampioene geklopt
Bij de Amerikaanse indoorkampioenschappen in 2014 eindigde Castlin voor de derde keer op rij bij de beste drie. Haar meest opvallende prestaties dat jaar waren haar overwinning op de 100 m horden tijdens de Spitzen Leichtathletic Luzern in juli, waar zij zowel de regerend wereldkampioene Brianna Rollins als olympisch kampioene Sally Pearson versloeg en aan het eind van het seizoen haar overwinning op de 100 m horden tijdens de Memorial Van Damme in Brussel. Met haar beste tijd dat jaar van 12,58 stond zij aan het eind van het jaar op de zevende plaats van de wereldjaarranglijst.   

### Clean-sweep in Rio
Op de 2016 US Olympic Trials wist Castlin zich dankzij een tweede plaats op de 100 m horden te kwalificeren voor de Olympische Spelen in Rio de Janeiro. In de Braziliaanse stad was de Amerikaanse onderdeel van de eerste clean-sweep van de Amerikaanse atletiekvrouwen en de eerste clean-sweep op de 100 m horden. In de finale veroverde Castlin de bronzen medaille achter Brianna Rollins (goud) en Nia Ali (zilver).

## Titels
- Amerikaans indoorkampioene 60 m horden - 2012
- Pan-Amerikaans jeugdkampioene 100 m horden - 2007

## Persoonlijke records
Outdoor
| Onderdeel    | Prestatie          | Datum        | Plaats      |
| ------------ | ------------------ | ------------ | ----------- |
| 100 m        | 11,60 s (+0,2 m/s) | 6 april 2012 | Gainesville |
| 200 m        | 23,46 s (+1,7 m/s) | 6 april 2012 | Gainesville |
| 100 m horden | 12,50 s (+1,2 m/s) | 8 juli 2016  | Eugene      |
| 400 m horden | 60,44 s            | 5 april 2007 | Austin      |

Indoor
| Onderdeel   | Prestatie | Datum            | Plaats      |
| ----------- | --------- | ---------------- | ----------- |
| 60 m        | 7,48 s    | 8 februari 2008  | Blacksburg  |
| 200 m       | 24,26 s   | 26 februari 2010 | Blacksburg  |
| 50 m horden | 6,81 s    | 14 februari 2012 | Liévin      |
| 60 m horden | 7,84 s    | 26 februari 2012 | Albuquerque |

## Palmares

### 60 m horden
Kampioenschappen
- 2012:  Amerikaanse indoorkamp. - 7,84 s
- 2012: DNF in serie WK indoor
- 2013:  Amerikaanse indoorkamp. - 7,97 s
- 2014:  Amerikaanse indoorkamp. - 7,88 s

### 100 m horden
Kampioenschappen
- 2007:  Pan-Amerikaanse jeugdkamp. - 13,02 s (-0,8 m/s)
- 2013: 6e Amerikaanse kamp. - 12,61 s
- 2016:  US Olympic trials - 12,50 s
- 2016:  OS - 12,61 s

Diamond League - podiumplaatsen
- 2012:  Bislett Games - 12,56 s